# Maria Ewing
Maria Louise Ewing (Detroit, 27 de marzo de 1950-Detroit, 9 de enero de 2022) fue una cantante lírica estadounidense con tesitura de soprano y mezzosoprano. Fue reconocida por su actuación y su voz.

## Biografía
Nació en Detroit, Míchigan el 27 de marzo de 1950 como la menor de cuatro hermanas; su madre, Hermina Maria Veraar era un ama de casa holandesa y su padre Norman Isaac Ewing, ingeniero eléctrico en una empresa siderúrgica, afirmaba ser de ascendencia sioux, pero en realidad era hijo de negro y mulata.
Un episodio del programa de televisión genealógico Finding your Roots dedicado a la hija de Ewing, la actriz Rebecca Hall, reveló que Norman era hijo de John William Ewing, nacido esclavo y de adulto una figura prominente en la comunidad afroamericana de Washington D. C. Era descendiente de Basil Norman, un destacado veterano negro de la guerra de Independencia estadounidense.  Según el exmarido de Ewing, las raíces africanas de su padre causaron tanta ansiedad a su familia que a un pariente de piel especialmente oscura se le prohibió visitarlos durante las horas del día. Ewing no se avergonzaba de su composición racial y consideraba sus raíces africanas no con vergüenza sino con orgullo.
Sus padres eran ambos entusiastas de la música, su madre era una ávida coleccionista de grabaciones clásicas y su padre tocaba lo suficientemente bien el piano como para atraer una audiencia de vecinos admirados. La propia Ewing empezó a tomar clases de piano a los trece años. Además de tocar piezas de piano como solista, a veces actuaba como acompañante de una de sus hermanas, Frances, cantando ocasionalmente duetos con ella; su madre estaba tan impresionada que le recomendó tomar también clases de canto. Entrenada por un profesor de canto local, se unió al coro del instituto, y pronto participó y ganó concursos de canto.
Entre 1968 y 1970 estudió música con Eleanor Steber en el Instituto de Música de Cleveland y posteriormente continuó sus estudios con Jeannie Tourel en la ciudad de Nueva York. Hizo su gran debut como artista en el Festival de Ravinia de 1973 junto a la Orquesta Sinfónica de Chicago, dirigida entonces por James Levine. Tres años después, actuó en el Festival de Salzburgo y en el Metropolitan con el papel de Cherubino, de la obra de Mozart Las bodas de Fígaro.
Durante la década de 1980 continuó acumulando críticas positivas por sus recitales y actuación operística. Sus grabaciones también comenzaban a llamar la atención; la versión del Requiem de Mozart bajo la dirección de Leonard Bernstein fue un gran éxito. En 1992, causó cierta impresión en Covent Garden cuando, actuando en la obra Salomé, apareció completamente desnuda durante la Danza de los siete velos.
En 1982 contrajo matrimonio con el director de teatro inglés Peter Hall, con quien tuvo una hija, la actriz Rebecca Hall. Se separaron en 1988 y el matrimonio terminó legalmente con el divorcio en 1990.
Desde 1997 no volvió a actuar en la ópera, pero no detuvo su actividad. Falleció en su casa en Detroit el 9 de enero de 2022.

## Obras
Su repertorio de obras es bastante amplio, habiendo actuado en papeles principales de autores como Purcell, Mozart, Bizet, Offenbach, Richard Strauss, Puccini, Debussy, Poulenc, Shostakovich, y varios más. También incursionó en obras de jazz. Sus grabaciones están disponibles en muchas discográficas, incluidas DG, EMI Classics, Chandos, RCA y Kultur Video.